# Ockenrode
Ockenrode is een villapark in Den Haag, gelegen in de wijk Kijkduin en Ockenburgh.
Het park ligt in een bosrijke omgeving, op een gebied dat van oudsher werd gebruikt door tuinders. De gemeente Den Haag besloot in 1992 dat het gebied een woonbestemming kreeg. Daarmee werd de aanzet gegeven tot wat nu het Villapark Ockenrode is geworden. In 1998 werden begonnen met de oplevering van de eerste woningen. In totaal bestaat Ockenrode uit 167 villa's.
Ockenrode bestaat uit 4 straten: Jean Monnetpad, Hanso Idzerdapad, Johan Watelerpad en het Alexine Tinnepad. Het gebied is circa 8,5 ha (netto) groot, waarvan 2,5 ha infrastructuur, groen en water.